# Plains of Oblivion
Plains of Oblivion – drugi album studyjny amerykańskiego wirtuoza gitary Jeffa Loomisa. Wydawnictwo ukazało się 9 kwietnia 2012 roku nakładem wytwórni muzycznej Century Media Records. Gościnnie w nagraniach wzięli udział Marty Friedman, Tony MacAlpine, Christine Rhoades, Attila Voros, Chris Poland oraz Ihsahn. Płyta dotarła do 179. miejsca listy Billboard 200 w Stanach Zjednoczonych sprzedając się w przeciągu tygodnia od dnia premiery w nakładzie 2900 egzemplarzy.

## Lista utworów
Opracowano na podstawie materiału źródłowego.
1. „Mercurial” (muz. Jeff Loomis) – 05:34
2. „The Ultimatum” (muz. Jeff Loomis) – 04:40
3. „Escape Velocity” (muz. Jeff Loomis) – 04:31
4. „Tragedy and Harmony” (muz. Jeff Loomis, sł. Christine Rhoades) – 05:01
5. „Requiem For The Living” (muz. Jeff Loomis) – 04:52
6. „Continuum Drift” (muz. Jeff Loomis) – 05:39
7. „Surrender” (muz. Jeff Loomis, sł. Ihsahn) – 05:35
8. „Chosen Time” (muz. Jeff Loomis, sł. Christine Rhoades) – 04:33
9. „Rapture” (muz. Jeff Loomis) – 02:44
10. „Sibylline Origin” (muz. Jeff Loomis) – 04:35

## Twórcy
Opracowano na podstawie materiału źródłowego.

- Jeff Loomis – gitara rytmiczna, gitara prowadząca
- Dirk Verbeuren – perkusja
- Ihsahn – wokal (utwór 7)
- Christine Rhoades – wokal (utwory 4, 8)
- Chris Poland – gitara prowadząca (utwór 6)
- Attila Vörös – gitara prowadząca (utwór 5)
- Tony MacAlpine – gitara prowadząca (utwór 2)
- Marty Friedman – gitara prowadząca (utwór 1)
- Shane Lentz – gitara basowa
- Colin Marks – oprawa graficzna
- Aaron Smith – produkcja muzyczna